# The Royal Hibiscus Hotel
Pour plus de détails, voir Fiche technique et Distribution.
The Royal Hibiscus Hotel est un film de comédie nigérian réalisé par Ishaya Bako, sorti en 2017. 

## Synopsis
À Londres, après ses études de cuisinière, Ope ne parvient pas à trouver de financement pour ouvrir un restaurant. Elle accepte alors de revenir chez ses parents au Nigeria. Ils tiennent un hôtel autrefois réputé, et elle pourra y travailler comme chef. Mais l'hôtel ne fonctionne plus aussi bien et son père Segun a accepté de le vendre à de riches investisseurs, Deji et Martin. Ni sa femme Rose ni leur fille Ope n'est au courant. Deji, venu à l'hôtel avant la transaction, fait la connaissance d'Ope sans savoir qu'elle est la fille des propriétaires.

## Fiche technique
- Titre : The Royal Hibiscus Hotel
- Durée : 90 minutes
- Réalisation : Ishaya Bako
- Scénario : Nicole Brown, Debo Oluwatuminu et Yinka Ogun, sur une histoire de Mo Abudu
- Photographie : Trevor A. Brown et Malcolm Mclean
- Production : EbonyLife Films
- Lieux de tournage : Victoria Island à Lagos, Londres
- Langues : pidgin, anglais
- Date de sortie : 
  - Festival international du film de Toronto : 8 septembre 2017
  - Nigeria : 10 février 2018

## Distribution
- Zainab Balogun : Ope
- Kenneth Okolie : Deji
- Deyemi Okanlawon : Martin
- Jide Kosoko : Chief Segun Adeniyi
- Racheal Oniga : Rose Adeniyi
- Joke Silva : Augustina
- Olu Jacobs : Richard
- Kemi Lala Akindoju : Chika
- Ini Dima-Okojie : Joyce
- O.C. Ukeje : Felix
- Elijah Braik : Alain Belrose
- Toni Tones

## Accueil critique
Selon le Guardian nigérian, « idéale pour la saison de l'amour, l'histoire est bourrée de moments comiques de la part du personnel obstiné de l'hôtel et des parents indiscrets d'Ope ».
Pour le critique de Cinema Axis, « même si The Royal Hibiscus Hotel trouvera sans doute un public parmi les fans mordus de comédie romantique, ceux qui cherchent une expérience plus enrichissante seront quelque peu déçus ».